# Alain Bronec
Alain Bronec (12 de diciembre de 1961) es un expiloto de motociclismo francés, que compitió en el Campeonato del Mundo de Motociclismo entre 1985 y 1992.

## Biografía
Bronec comienza la competición en 1980 con competiciones nacionales. Sus primeras intentonas internacionales se centran en 1985 con incursiones en el Campeonato de Europa de 250 cc a bordo de una Yamaha en la que termina en la 23.ª posición y debuta en el Campeonato del Mundo de Motociclismo con la participación en el Gran Premio de Francia de 250 cc sin llegar a puntuar. Al año siguiente, arranca participando en el Europeo en el que acaba en la posición 20 ª de la clasificación final y vuelve a participar en el Gran Premio de Francia nuevamente sin resultados. En 1987, se centra completamente en el Mundial, donde consigue un 16 puesto en el Gran Premio de Suecia como mejor resultado. Su mejor temporada en el Mundial se produce en 1989 donde con Aprilia consigue once puntos con buenas clasificaciones en Alemania, Bélgica y Suecia. Paralelamente, participa en el Europeo donde consigue un octavo puesto en Bélgica como mejor resultado. 
Sin resultados destacables en 1990, al año siguiente deja Aprilia para fichar por Honda Racing Corporation y centrarse en la categoría de 125cc. Aunque no consigue resultados destacables, consigue, por otro lado, el título de campeón de Francia en el octavo de litro. En 1992 realizará su última participación en el Mundial sin resultados. Hasta su retirada en 1995, se volvería centrar en el Europeo, en pruebas de resistencia (con un podio en las 24 Horas de Lieja) y en el Campeonato nacional (donde consigue un segundo título en 125cc en 1994). 
Después de la obtención de la licencia estatal de educador Deportivo en 1999, se dedica al liderazgo de cursillos de moto y a la formación de jóvenes pilotos. Con Nicolas Dussauge en 2003, crearon el CIP (Centro Internacional de Pilotaje) y se ocupan del sector de los jóvenes pilotos FM. En 2007, Alain Bronec se convirtió en responsable del equipo 125 FFM.

## Resultados en el Campeonato del Mundo
Sistema de puntuación desde 1969 hasta 1987:
| Posición | 1.º | 2.º | 3.º | 4.º | 5.º | 6.º | 7.º | 8.º | 9.º | 10.º |
| Puntos   | 15  | 12  | 10  | 8   | 6   | 5   | 4   | 3   | 2   | 1    |

Sistema de puntuación desde 1988 hasta 1991:
| Posición | 1.º | 2.º | 3.º | 4.º | 5.º | 6.º | 7.º | 8.º | 9.º | 10.º | 11.º | 12.º | 13.º | 14.º | 15.º |
| Puntos   | 20  | 17  | 15  | 13  | 11  | 10  | 9   | 8   | 7   | 6    | 5    | 4    | 3    | 2    | 1    |

Sistema de puntuación en 1992:
| Posición | 1.º | 2.º | 3.º | 4.º | 5.º | 6.º | 7.º | 8.º | 9.º | 10.º |
| Puntos   | 20  | 15  | 12  | 10  | 8   | 6   | 4   | 3   | 2   | 1    |

### Carreras por año
(Carreras en negrita indica pole position, carreras en cursiva indica vuelta rápida)
| Año  | Categoría | Equipo  | 1      | 2      | 3       | 4       | 5       | 6       | 7       | 8       | 9       | 10      | 11      | 12      | 13      | 14      | 15      | Pts. | Pos. |
| ---- | --------- | ------- | ------ | ------ | ------- | ------- | ------- | ------- | ------- | ------- | ------- | ------- | ------- | ------- | ------- | ------- | ------- | ---- | ---- |
| 1985 | 250cc     | Yamaha  | RSA -  | ESP -  | GER -   | NAT -   | AUT -   | YUG -   | NED -   | BEL -   | FRA DNQ | GBR -   | SUE -   | RSM -   |         |         |         | 0    | -    |
| 1986 | 250cc     | Honda   | ESP -  | NAC -  | ALE -   | AUT -   | YUG -   | NED -   | BEL -   | FRA DNQ | GBR -   | SUE -   | RSM -   |         |         |         |         | 0    | -    |
| 1987 | 250cc     | Honda   | JAP -  | ESP 20 | ALE DNQ | NAC DNQ | AUT DNQ | YUG 26  | NED -   | FRA 22  | GBR 17  | SUE 16  | CHE Ret | RSM -   | POR 21  | BRA Ret | ARG Ret | 0    | -    |
| 1988 | 250cc     | Honda   | JAP -  | USA -  | ESP 20  | EXP Ret | NAC Ret | ALE Ret | AUT DNQ | NED -   | BEL 23  | YUG DNQ | FRA DNQ | GBR DNQ | SUE 19  | CHE DNQ | BRA -   | 0    | -    |
| 1989 | 250cc     | Aprilia | JAP -  | AUS -  | USA -   | ESP -   | NAC Ret | ALE 12  | AUT Ret | YUG 19  | NED DNQ | BEL 10  | FRA 21  | GBR 20  | SUE 15  | CHE 19  | BRA 17  | 11   | 27.º |
| 1990 | 250cc     | Aprilia | JAP -  | USA -  | ESP 17  | NAC 19  | ALE DNS | AUT DNQ | YUG 17  | NED Ret | BEL 21  | FRA Ret | GBR -   | SUE -   | CHE -   | HUN -   | AUS -   | 0    | -    |
| 1991 | 125cc     | Honda   | JAP -  | AUS -  |         | ESP 24  | ITA 21  | ALE -   | AUT 15  | EUR 15  | NED 20  | FRA 23  | GBR Ret | RSM Ret | CHE Ret |         | MAL -   | 2    | 38.º |
| 1992 | 125cc     | Honda   | JAP 16 | AUS 22 | MAL Ret | ESP 18  | ITA Ret | EUR 16  | ALE Ret | NED Ret | HUN 18  | FRA 19  | GBR Ret | BRA Ret | RSA Ret |         |         | 0    | -    |

| Color     | Resultado                                                               |
| --------- | ----------------------------------------------------------------------- |
| Oro       | Ganador                                                                 |
| Plata     | 2.ª plaza                                                               |
| Bronce    | 3.ª plaza                                                               |
| Verde     | Finalizó en los puntos                                                  |
| Azul      | Finalizó sin puntos                                                     |
| Azul      | NC - No clasificado                                                     |
| Violeta   | Ret - No terminó (Carrera)                                              |
| Rojo      | DNQ - No se clasificó                                                   |
| Negro     | DSQ - Descalificado                                                     |
| Blanco    | DNS - No empezó (carrera)                                               |
| Blanco    | WD - Retirado (fin de semana)                                           |
| Blanco    | C - Carrera cancelada                                                   |
| Sin color | DNP - Inscrito pero no participó                                        |
| Sin color | INJ - Lesionado                                                         |
| Sin color | EX - Excluido                                                           |
| Estado    | Resultado                                                               |
| Negrita   | Pole position                                                           |
| Cursiva   | Vuelta rápida                                                           |
| †         | Abandona, pero clasifica al completar el porcentaje requerido para ello |